# سائو ژن
سائو ژن (درگذشته آوریل یا مه ۲۳۱)، با نام محترم زی‌دان، ژنرال نظامی ایالت سائو وی در دوره سه پادشاهی چین بود. او پسرخوانده سائو سائو، یک جنگ سالار بود که در اواخر سلسله هان شرقی به قدرت رسید و پایه و اساس دودمان وی را گذاشت. پس از مرگ سائو سائو و پایان سلسله هان شرقی، سائو ژن زیر نظر سائو پی و سائو روی، دو امپراتور اول دودمان وی، خدمت کرد. او بیشتر به خاطر رهبری موفق دفاع از وی از دو مورد اول از یک سری تهاجمات توسط دولت رقیب وی، شو هان، بین سال‌های ۲۲۸ و ۲۲۹ شناخته شده‌است.

## هویت خانوادگی
دو روایت از هویت سائو ژن وجود دارد. اولین مورد، از سوابق سه پادشاهی (Sanguozhi) و Wei Shu (魏書؛ توسط وانگ چن)، ادعا کرد که کائو ژن یکی از بستگان دورتر سائو سائو، یک جنگ‌سالار بود که در اواخر سلسله هان شرقی به قدرت رسید و کنترل دولت مرکزی هان را در دست داشت. پدر سائو ژن، سائو شائو (曹邵)، یکی از دستیاران نزدیک سائو سائو بود و به خاطر هوش و وفاداری اش شهرت داشت. در حدود سال ۱۹۰، زمانی که سائو سائو در حال تشکیل ارتش برای پیوستن به ائتلاف گواندونگ بود، سائو شائو را برای استخدام سربازان از فرماندهی‌های مختلف فرستاد. هوانگ وان (黃琬)، بازرس استان یو در آن زمان، نقشه ترور سائو سائو را داشت. سائو شائو جان خود را برای نجات سائو سائو فدا کرد.
روایت دوم، از ویلوئه، اشاره کرد که نام خانوادگی اصلی سائو ژن کین (秦) بود، و او در خانواده سائو پذیرفته شد. در این روایت، پدر سائو ژن یکی از کوین بونان (秦伯南) بود که از دوستان نزدیک سائو سائو بود. در حوالی سال ۱۹۵، زمانی که سائو سائو توسط سربازان تحت فرمان یک جنگ‌سالار رقیب یوان شو مورد حمله قرار گرفت، در خانه کین بونان پناه گرفت. هنگامی که سربازان حاضر شدند و از او پرسیدند سائو سائو کجاست، کین بونان ادعا کرد که او سائو سائو است و توسط سربازان کشته شد. سائو سائو به خاطر قدردانی از کین بونان برای نجات جانش، فرزندانش را به فرزندی پذیرفت و به آنها اجازه داد تا نام خانوادگی او را داشته باشند.

## خانواده
سائو ژن یک برادر کوچکتر به نام سائو بین (曹彬) داشت که با حکم سائو پی عنوان مارکی ای متشکل از ۲۰۰ خانوار مشمول مالیات دریافت کرد. او همچنین یک خواهر کوچکتر داشت که با شیاهو شانگ ازدواج کرد و شیاهو ژوان و شیاهو هوی را به دنیا آورد. نام شخصی او ناشناخته است و از او به عنوان بانوی ناحیه دیانگ (德陽鄉主) یاد می‌شد.
سائو ژن شش پسر داشت: سائو شوانگ، سائو شی (曹羲)، سائو ژون (曹訓)، سائو زه (曹則)، سائو یان (曹彥) و سائو آی (曹皚). در میان آنها، سائو شوانگ همسن و سال و مارکی پدرش را به عنوان مارکی شائولینگ (邵陵侯) به ارث برد، در حالی که پنج نفر دیگر نیز عناوین مارکی و مارکیزهای خود را داشتند. در سال ۲۳۹، قبل از مرگ سائو روئی، او سائو شوانگ و سیما یی را به عنوان نایب پسر خوانده اش، سائو فانگ، که جانشین او به عنوان سومین امپراتور وی شد، منصوب کرد. در سال ۲۴۹ سیما یی علیه سائو شوانگ کودتا کرد و با موفقیت قدرت را از او گرفت. پس از کودتا، سائو شوانگ و برادرانش به جرم خیانت محکوم شدند و به همراه تمام خانواده‌هایشان اعدام شدند.

## خدمات برای سائو سائو
در هر صورت، سائو سائو به سائو ژن رحم کرد، او را به فرزندی پذیرفت و به او اجازه داد تا با یکی از پسرانش، سائو پی زندگی کند. یک روز، زمانی که سائو ژن در حال شکار بود، با ببری وحشی روبرو شد که شروع به تعقیب او کرد. سائو ژن به عقب برگشت و با شلیک یک تیر ببر را کشت. سائو سائو آنقدر تحت تأثیر شجاعت سائو ژن قرار گرفت که پسر خوانده خود را به عنوان افسر نخبگان " سواره نظام ببر و پلنگ " (虎豹騎) ارتش خود منصوب کرد. سائو ژن اولین پیروزی خود را در نبرد زمانی به دست آورد که راهزنان را در شهرستان لینگکیو (靈丘縣؛ شرق شهرستان لینگکیو امروزی، شانشی) شکست داد. در قدردانی از دستاورد او، دربار امپراتوری هان او را به عنوان مارکی روستای لینگشو (靈壽亭侯) معرفی کرد.

### ائتلاف هانژونگ
بین سال‌های ۲۱۷ و ۲۱۹، سائو ژن در فرماندهی هانژونگ با رقیب سائو سائو ، لیو بی، که مبارزاتی را برای به دست گرفتن کنترل فرماندهی هانژونگ از سائو سائو به راه انداخته بود، جنگید. هنگامی که لیو بی وو لان (吳蘭)، یکی از افسران خود را برای هدایت نیروها به پادگان در شهرستان شیابیان (下辯縣؛ شمال غربی شهرستان چنگ امروزی، گانسو) فرستاد، سائو سائو به پسر عمویش سائو هونگ دستور داد تا رهبری یک ارتش برای حمله به دشمن بر عهده بگیرد. همراه با سائو شیو و سائو هونگ، سائو ژن در شهرستان شیابیان جنگید و وو لان را شکست داد. او به دلیل موفقیت خود به ژنرال قاطع مرکزی (中堅將軍) ارتقا یافت.
هنگامی که سائو ژن به چانگان بازگشت، سائو سائو او را به عنوان فرمانده ارتش مرکزی (中領軍) منصوب کرد. در آن زمان، چون ژنرال او شیاهو یوان در عملیاتی علیه نیروهای لیو بی در نبرد کوه دینگ جوون کشته شده بود، سائو سائو نگران بود که لیو بی با حمله به گذرگاه یانگ پینگ (陽平關؛ در شهرستان نینگ کیانگ امروزی، شانشی). او را تحت فشار قرار دهد. او سائو ژن را به عنوان محافظ ارتش که به شو حمله می‌کند (征蜀護軍) مأمور کرد و به او و ژو هوانگ دستور داد تا سربازان را برای حمله به گائو شیانگ، افسر زیر نظر لیو بی، در گذرگاه یانگ پینگ هدایت کنند. سائو ژن و ژو هوانگ گائو شیانگ را شکست دادند و او را عقب راندند. در سال ۲۱۹، پس از یک جنگ طولانی علیه لیو بی، سائو سائو در نهایت تصمیم گرفت از دفاع از فرماندهی هانژونگ دست بکشد، بنابراین تمام نیروهای خود را خارج کرد. در خلال عقب‌نشینی، او سائو ژن را به فرماندهی وودو (武都郡؛ در اطراف شهرستان چنگ امروزی، گانسو) فرستاد تا با سائو هونگ ملاقات کند و دستور خود را برای عقب‌نشینی آنها به چنجانگ (陳倉؛ شرق بائوجی کنونی، شانشی) اعلام کند.

## خدمات برای سائو پی
پس از مرگ سائو سائو در مارس ۲۲۰، پسرش سائو پی جانشین او به عنوان فرمانروای (واسال) وی (魏王) و صدراعظم امپراتوری (丞相) سلسله هان شرقی شد. سائو پی سائو ژن را به عنوان ژنرالی که از غرب محافظت می‌کند (鎮西將軍) منصوب کرد و به او دستور داد تا بر عملیات نظامی در استان‌های یونگ و لیانگ در غرب چین نظارت کند. او همچنین سائو ژن را از جایگاه یک مارکی روستایی به مارکی منطقه‌ای تحت عنوان «مارکی ناحیه دونگ» (東鄉侯) ارتقا داد. در دوران تصدی سائو ژن، زمانی که یکی از ژانگ جین (張進) شورشی را در فرماندهی جیوکوان آغاز کرد، سائو ژن به زیردستان خود فی یائو دستور داد تا سربازان را برای سرکوب شورش رهبری کند. فی یائو در مأموریت خود موفق شد و ژانگ جین را کشت.
در اواخر سال ۲۲۰، سائو پی تاج و تخت را از امپراتور شیان غصب کرد، به سلسله هان شرقی پایان داد و ایالت سائو وی را به عنوان امپراتوری جدید خود تأسیس کرد. دو سال بعد، سائو پی سائو ژن را به پایتخت امپراتوری وی، لوئویانگ احضار کرد، جایی که او سائو ژن را به عنوان ژنرال ارشد ارتش منصوب کرد، به او تبر تشریفاتی اعطا کرد و او را مسئول نظارت بر امور نظامی در سراسر وی کرد.

### نبرد جیانگ‌لینگ
در سال ۲۲۳، سائو پی به سائو ژن، شیاهو شانگ، ژانگ هه و دیگران دستور داد تا نیروهای وی را برای حمله به ایالت رقیب وی، وو شرقی، رهبری کنند، در حالی که او شخصاً در وان (宛؛ در نانیانگ امروزی، هنان) مستقر بود تا تدارکات تهیه کند. نیروهای وی به جیانگ‌لینگ (江陵؛ شهرستان جیانگلینگ کنونی، هوبئی) حمله کردند و آن را که توسط ژنرال وو ژو ران و حدود ۵٬۰۰۰ سرباز از آن دفاع می‌شد محاصره کردند. نیروهای وی موفق شدند نیروهای تقویتی وو را به رهبری سون شنگ (孫盛)، پان ژانگ و یانگ کان (楊粲) که در تلاش برای کمک به ژو ران بودند، شکست دهند. در طول محاصره، سائو ژن به سربازانش دستور داد تونل‌ها را حفر کنند، زمین را برای تشکیل تپه‌های کوچک روی هم انباشته کنند و برج‌های دیده‌بانی بسازند تا تیرهای بارانی را بر روی مدافعان در جیانگ‌لینگ ببارانند. ژو ران و افرادش موفق به حفظ موقعیت خود شدند و حتی فرصت کوچکی برای ضدحمله و نابودی دو اردوی وی پیدا کردند. پس از حدود شش ماه محاصره، نیروهای وی نتوانستند دیوارهای جیانگ‌لینگ را بشکنند بنابراین عقب‌نشینی کردند.
در طول نبرد، سائو ژن و شیاهو شانگ موفق شدند پادگان وو را در نیوژو (牛渚؛ شمال غربی شهرستان دانگتو امروزی، آنهویی) نابود کنند. پس از بازگشت از نبرد، سائو ژن به عنوان ژنرال ارشد ارتش مرکزی (中軍大將軍) و به عنوان یک مقام رسمی که همزمان در کاخ خدمت می‌کند (給事中) منصوب شد.

## خدمات برای سائو روی
در سال ۲۲۶، زمانی که سائو پی به شدت بیمار شد، به سائو ژن، چن کون، سیما یی و دیگران دستور داد تا به پسرش، سائو روی، که بعداً به عنوان دومین امپراتور وی جانشین او شد، کمک کنند. پس از تاجگذاری، سائو روی سائو ژن را از مقام مارکی منطقه‌ای به مارکی شهرستانی تحت عنوان "مارکی شائولینگ" (邵陵侯)،  و مقام ژنرال کل (大將軍) در ژانویه یا فوریه ۲۲۷ ارتقا داد.

### شورش‌های تیانشوئی
در بهار سال ۲۲۸، ژوگه لیانگ، صدراعظم امپراتوری (丞相) ایالت رقیب وی ، شو هان، اولین لشکرکشی از یک سری عملیات نظامی را علیه وی آغاز کرد و نیروهای شو را به سوی کوه کی (祁山؛ مناطق کوهستانی اطراف شهرستان لی فعلی، گانسو) هدایت کرد. در همان زمان، او همچنین به ژائو یون و دنگ ژی دستور داد تا گروهی از نیروها را به دره جی (箕谷) برای جلب توجه نیروهای وی از کوه چی هدایت کنند و وانمود کنند که برای حمله به شهرستان می (郿縣؛ جنوب شرقی شهرستان فوفنگ امروزی، شانشی) آماده می‌شوند. سه فرمانده تحت کنترل وی - نانان (南安؛ در اطراف شهرستان لونگشی امروزی، گانسو)، تیان‌شوی و اندینگ (安定؛ در اطراف شهرستان ژنیوان، گانسو امروزی) - با فرار به سمت شو به حمله شو پاسخ دادند.
هنگامی که دربار امپراتوری وی خبر تهاجم را دریافت کرد، سکائو روی به سائو ژن دستور داد تا نیروهای وی را برای مقاومت در برابر مهاجمان رهبری کند. در دره جی، سائو ژن به راحتی ژائو یون و دنگ ژی را که فرماندهی سربازان ضعیف‌تر ارتش شو را به عهده داشتند، شکست داد. (ژوگه لیانگ سربازان بهتری را برای ارتش خود برای حمله به کوه کی آماده کرده بود) در این بین، ژنرال وی ژانگ او به ژنرال شو، ما سو در نبرد جیتینگ حمله کرد و آن را شکست داد. در حوالی آن زمان، یکی از یانگ تیائو (楊條) از فرماندهی اندینگ تعدادی از پیروان را جمع کرده بود، مقامات فرماندهی را گروگان گرفته و اداره درآمد را تسخیر کرده بود. هنگامی که سائو ژن و نیروهایش فرماندهی اندینگ را محاصره کردند، یانگ تیائو خود را بست و تسلیم شد. ژوگه لیانگ و نیروهای شو با اطلاع از شکست ما سو عقب‌نشینی کردند. سپس نیروهای وی تحت فرماندهی سائو ژن و ژانگ او از این فرصت برای سرکوب شورش در سه فرماندهی و بازگرداندن صلح استفاده کردند.

### محاصره چنکانگ
پس از دفع اولین تهاجم شو، سائو ژن مشاهده کرد که اگر شو دوباره به وی حمله کند، از طریق چنکانگ (陳倉؛ شرق بائوجی امروزی، شانشی) حمله خواهند کرد. سپس هائو ژائو و وانگ شنگ (王生) را مسئول دفاع از چنچانگ قرار داد و به آنها دستور داد تا استحکامات قلعه را تقویت کنند. همان‌طور که سائو ژن پیش‌بینی کرد، ژوگه لیانگ در واقع نیروهای شو را رهبری کرد تا در بهار ۲۲۹ به چنکانگ حمله کنند. با این حال، از آنجایی که هائو ژائو و مدافعان وی به خوبی آماده شده بودند، توانستند در برابر تهاجم دوم شو مقاومت کنند. ژوگه لیانگ پس از ناکامی در شکستن دیوارهای چنکانگ دستور عقب‌نشینی داد. به عنوان پاداشی برای کمک‌های سائو ژن، سائو روی تعداد خانوارهای مشمول مالیات را در مارکی‌های خود افزایش داد و در مجموع آن را به ۲٬۹۰۰ رساند.

### نبرد علیه شو
در سال ۲۳۰، سائو روی ائو ژن را به پایتخت امپراتوری لیویانگ احضار کرد و در آنجا او را به فرمانده بزرگ (大司馬) ارتقا داد و سپس به او امتیازات تشریفاتی حمل شمشیر و پوشیدن کفش به دربار امپراتوری و همچنین عدم نیاز به راه رفتن در جلسات دربار شاهنشاهی اعطا کرد.
در این ملاقات با سائو روی، سائو ژن پیشنهاد کرد که یک تهاجم در مقیاس بزرگ به شو از جهات مختلف برای از بین بردن تهدید یک بار برای همیشه انجام شود. سائو روی پیشنهاد او را تأیید کرد و شخصاً او را از لوئویانگ اخراج کرد. در اوت ۲۳۰، سائو ژن ارتشی را از چانگان رهبری کرد تا از طریق دره زیوو (子午谷) به شو حمله کنند. در همان زمان به دستور سائو روی، ارتش وی حمله دیگری به رهبری سیما یی، با حرکت در امتداد رودخانه هان از استان جینگ به سمت شو پیشروی کرد. نقطه قرار ملاقات ارتش‌های سائو ژن و سیما یی در شهرستان نانژنگ (南鄭縣؛ در هانژونگ امروزی، شانشی) بود. سایر ارتش‌های وی نیز برای حمله به شو از دره زی (斜谷) یا شهرستان وووی آماده شدند. با این حال، در نهایت نبرد در اکتبر ۲۳۰ متوقف شد زیرا جاده‌های منتهی به شو برای عبور نیروها بسیار آسیب دیده بود و همچنین به دلیل هوای بارانی که بیش از ۳۰ روز به طول انجامید.

### مرگ
سائو ژن در سفر به لوئویانگ بیمار شد و در ماه‌های بعدی در بستر بیماری بود. در این مدت، سائو روئی شخصاً از سائو ژن دیدن کرد تا وضعیت او را بررسی کند. سائو ژن سرانجام در آوریل یا می ۲۳۱ بر اثر بیماری درگذشت. سائو روی از او با عنوان پس از مرگ «مارکی یوان» (元侯) تجلیل کرد.

## ارزیابی
سائو ژن به سخاوتمندی با ثروت شخصی خود معروف بود. در دوران جوانی‌اش، او به همراه سائو زون (曹遵)، یکی از بستگان دور او، و ژو زان (朱讚) که از همان زادگاه او بود، زیر نظر پدرخوانده‌اش سائو سائو خدمت می‌کرد. سائو زون و زو زان هر دو زود درگذشتند. سائو ژن به خانواده‌های آنها رحم کرد، بنابراین از سائو روی اجازه خواست تا بخش‌هایی از مارکی خود را به پسران سائو زون و زو زان بدهد. سائو روی فرمان امپراتوری صادر کرد تا سائو ژن را به خاطر مهربانی اش ستایش کند و به پسران سائو زون و ژو زان القاب مارکی ثانویه اعطا کند و به هر یک ۱۰۰ خانوار مشمول مالیات بدهد.
سائو ژن همچنین به دلیل تقسیم ثروت و مشکل با سربازانش هر زمان که آنها را به جنگ هدایت می‌کرد مشهور بود. هر بار پس از جنگ، اگر پاداش کافی برای دادن به همه افرادش وجود نداشت، او از ثروت شخصی خود برای جبران تفاوت استفاده می‌کرد. مردانش با کمال میل مهربانی او را پذیرفتند.